# کاستکو

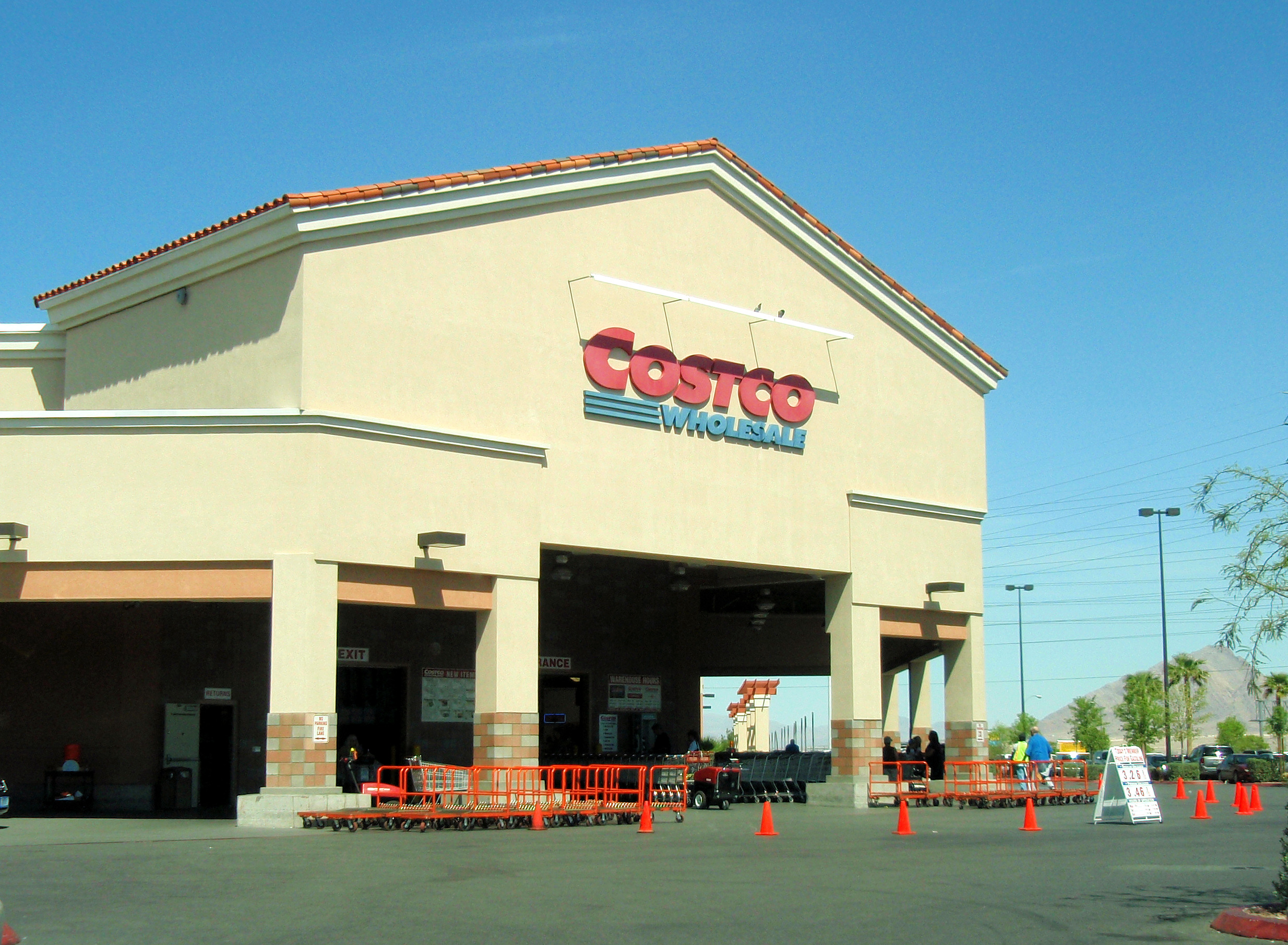
شعبه‌ای از کاستکو در هندرسون، نوادا

کاستکو (به انگلیسی: Costco) شرکت خرده‌فروشی چندملیتی آمریکایی است که بزرگترین باشگاه انبار کالا در ایالات متحده می‌باشد. این شرکت، در ژوئیه ۲۰۰۹ به‌عنوان سومین شرکت خرده‌فروشی ایالات متحده و نهمین شرکت خرده‌فروشی در جهان شناخته شد و از سال ۲۰۱۵، دومین خرده فروش در جهان پس از وال‌مارت است. از اکتبر ۲۰۰۷ کاستکو به‌عنوان بزرگترین خرده‌فروشی شراب جهان به‌شمار می‌آید. در سال ۲۰۱۲ در فهرست فرچون ۵۰۰ در رتبه ۲۴ از بزرگترین شرکت‌های مستقر در ایالات متحده آمریکا، قرار گرفت.
در سال ۲۰۱۷ کاستکو ۸۳٫۷ میلیون نفر عضو و ۷۲۷ شعبه در ایالات متحده آمریکا، کانادا، مکزیک، بریتانیا، ژاپن، کره جنوبی، تایوان، استرالیا و اسپانیا داشته‌است.

## تاریخچه

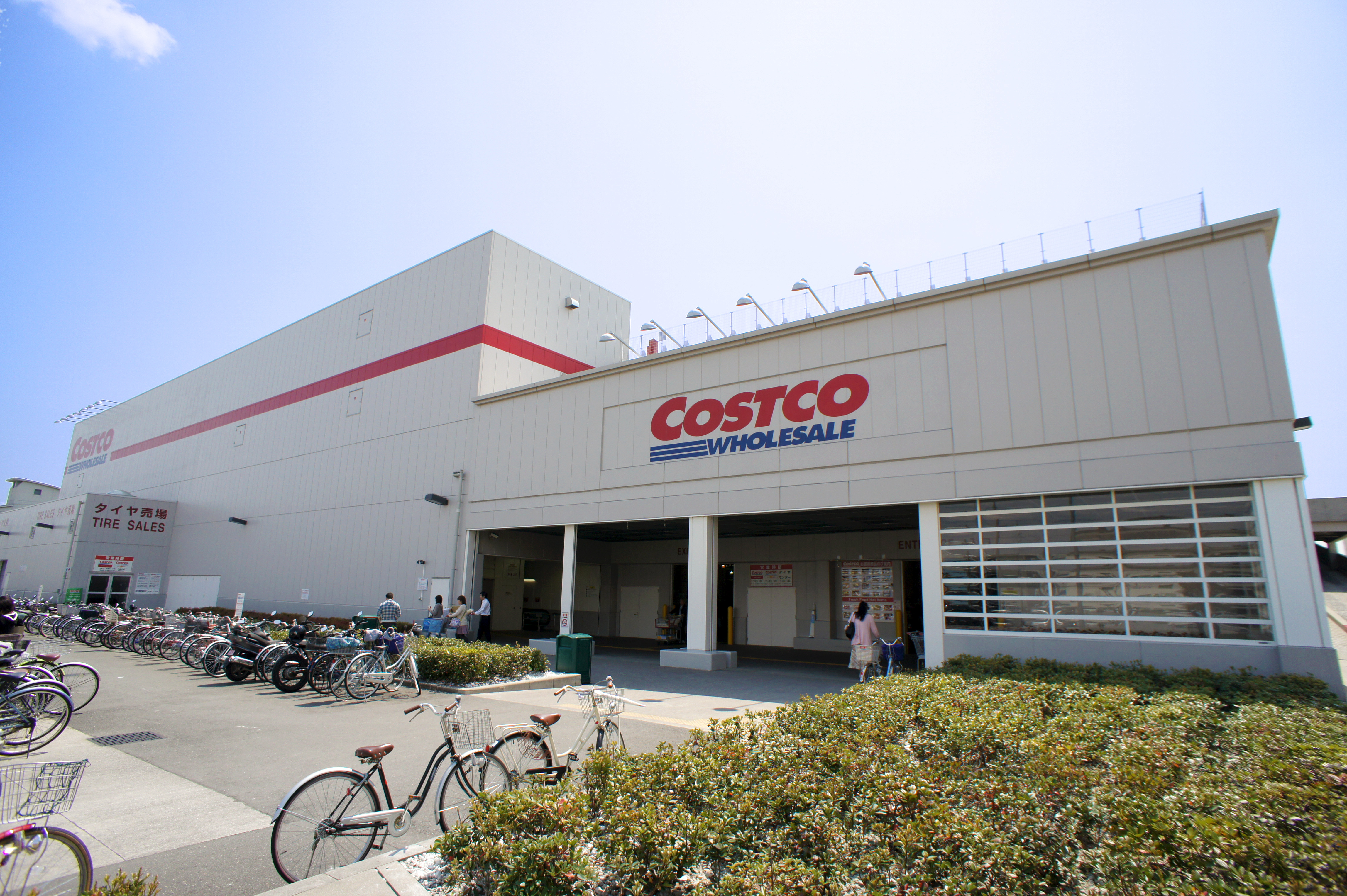
یکی از شعب کاستکو در استان هیوگو ژاپن

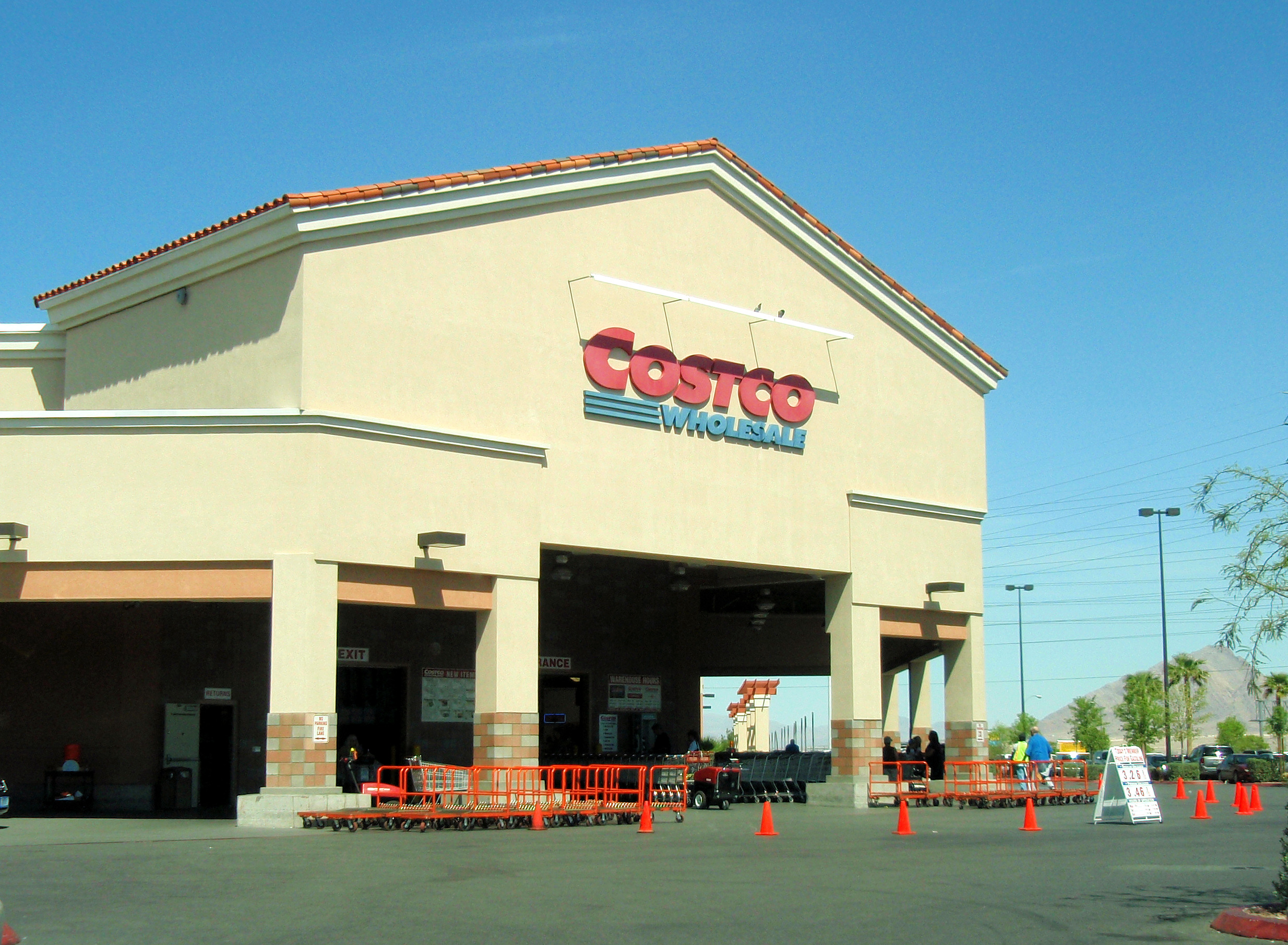
کاستکو در هندرسون، نوادا

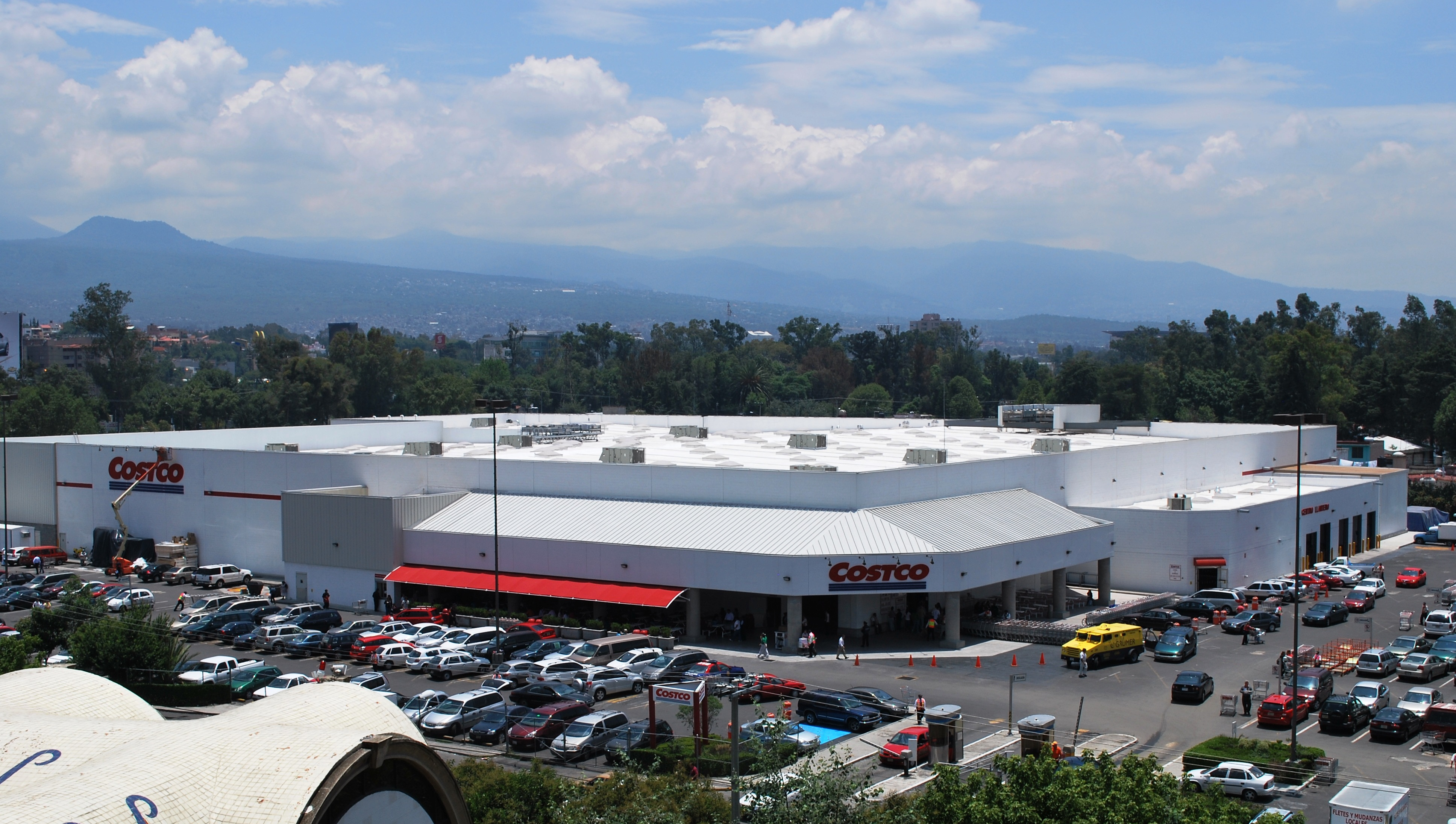
کاستکو در تلالپان، مکزیکو سیتی

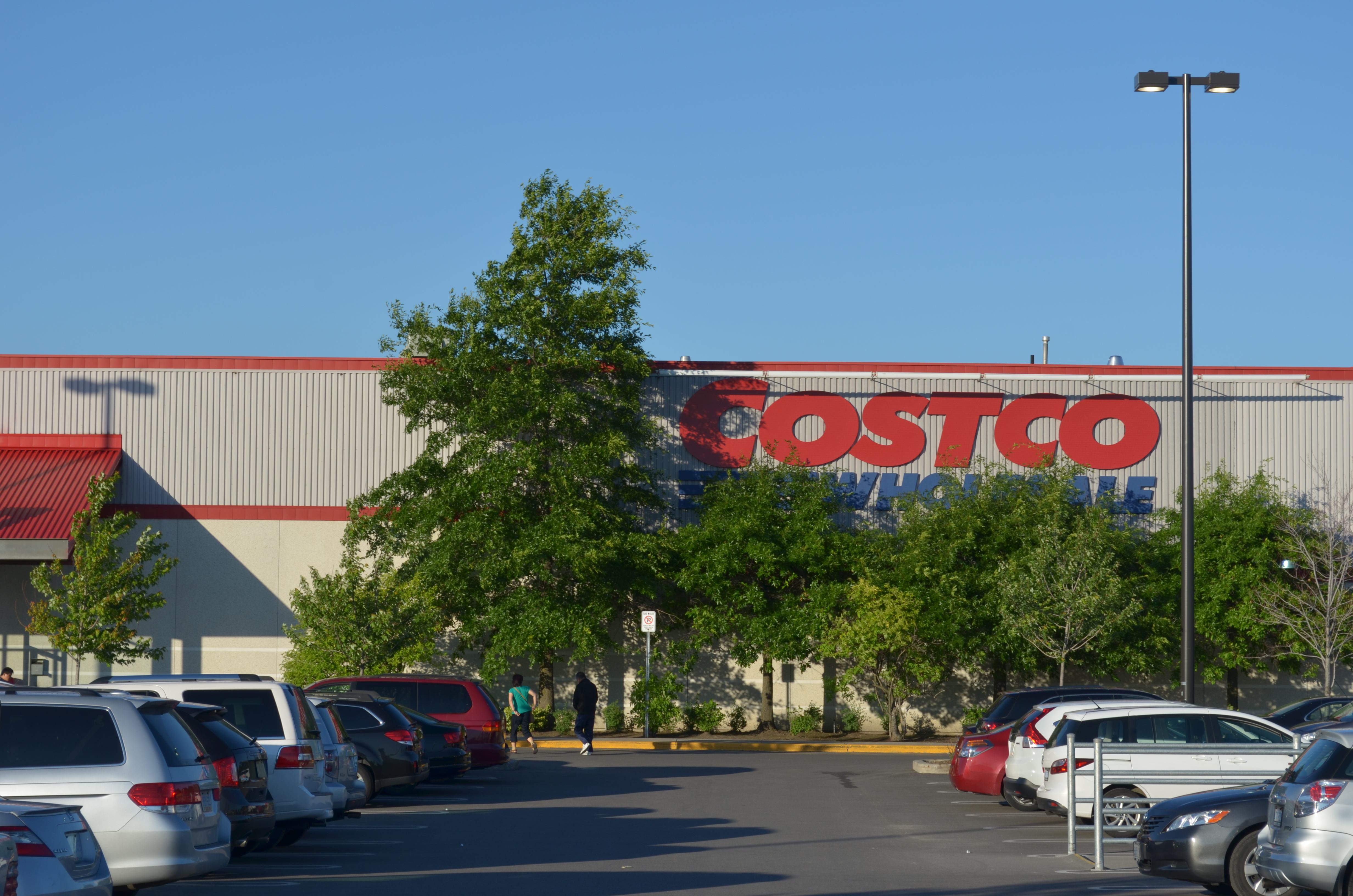
کاستکو در مارکام (انتاریو)

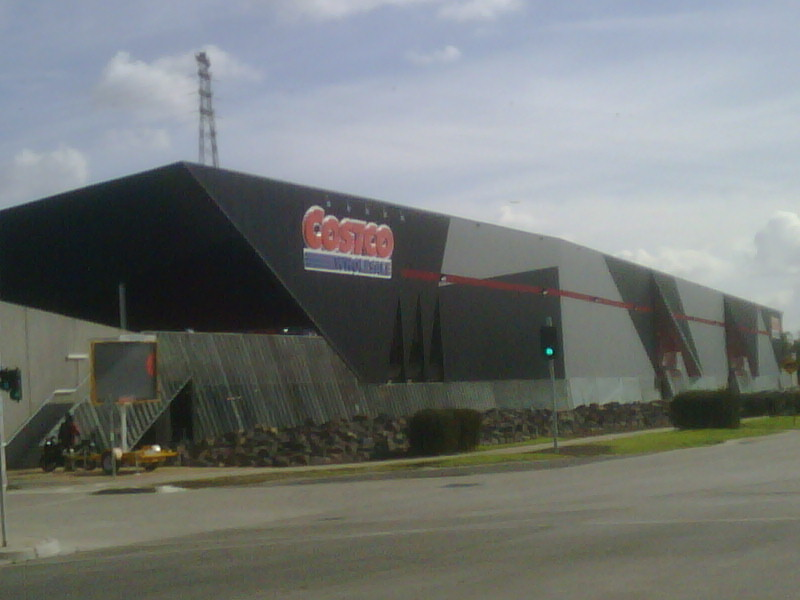
اولین شعبه کاستکو در استرالیا داکلندز، ویکتوریا

### پرایس کلاب و تولد مفهومی تازه به نام انبار خرده فروشی
تاریخچهٔ کلی کاستکو با بازگشایی اولین شعبه از پرایس کلاب در تاریخ ۱۲ ژوئیهٔ ۱۹۷۶ در بولوار مورنای سن دیگو، کالیفرنیا و در آشیانهٔ قدیمی هواپیماها که مالک پیشین آن هوارد هیوز بود توسط شخصی به نام سل پرایس و پسرش رابرت با ایجاد مفهومی تازه به نام انبار خرده فروشی بازگشایی شد. این شعبه در حال حاضر با نام انبار کاستکو شمارهٔ ۴۰۱ (۴۰۱#) همچنان فعال است.

### بازگشایی کاستکو
اولین انبار کاستکو در سیاتل واشینگتن و در ۱۵ سپتامبر ۱۹۸۳ توسط جیمز سینه‌گال و جفری اچ. براتمن بازگشایی شد. سینه‌گال کار در این عرصه را با فعالیت در توزیع انبار کالا در هر دو شرکت پرایس کلاب و فدمارت آغاز کرده بود. براتمن نیز یک وکیل از خانواده قدیمی خرده فروش بود که از جوانی در کار توزیع خرده فروشی شرکت داشت.

### ادغام پرایس کاستکو
در سال ۱۹۹۳ کاستکو و پرایس کلاب، پس از آنکه پرایس پیشنهاد سام والتون و شرکتش وال‌مارت را جهت ادغام با سمز کلاب را رد کرد، توافقی برای ادغام این دو شرکت انجام شد. کاستکو و پرایس کلاب دارای اندازه و مدل تجاری مشابهی بودند که این ادغام را منطقی می‌کرد. این شرکت ادغام شده پرایس کاستکو نام گرفت و عضویت در آن همگانی شد بدین معنی که یک عضو از پرایس کلاب می‌توانست از کاستکو خرید کند و همین‌طور بر عکس. پرایس کاستکو به دارا بودن ۴۶ شعبه و درآمد سالانهٔ ۱۶ میلیارد دلاری خود افتخار می‌کرد. پرایس کاستکو در ابتدا توسط مدیرانی از هر دو شرکت اداره می‌شد. اما دیری نپایید که در سال ۱۹۹۴ برادران پرایس این شرکت را رها کرده و به پرایس اینترپرایزز رفتند که شرکتی غیر مرتبط با کاستکوی کنونی است.
در سال ۱۹۹۷ این شرکت نام خود را به شرکت عمده فروشی کاستکو تغییر داد و دیگر شعب باقی مانده پرایس کلاب را نیز با نام‌گذاری مجدد به کاستکو تغییر داد.

### دیگر نقاط عطف در شرکت
در ۲۶ مارس ۲۰۰۱ شرکت نرم‌افزار ریتیل ایکس ال.تی. دی اعلام کرد قراردادی با شرکت کاستکو مبنی بر پشتیبانی نرم‌افزار در ۱۵۲ شعبهٔ کاستکو در ایالات متحده امضا کرده است.
شبکهٔ تلویزیونی سی‌ان‌بی‌سی در ۲۶ آوریل ۲۰۱۲ مستندی با نام «جنون کاستکو: درون عمده فروشی غول آسا» را پخش کرد.
در اکتبر ۲۰۱۴ کاستکو اعلام کرد که قصد بازگشایی مغازه‌ای آنلاین با کمک گروه علی‌بابا در چین را دارد.

## وضعیت کنونی
رقبای اصلی کاستکو در ایالات متحده سمزکلاب و بی جیز هستند. با وجود اینکه تعداد شعب سمز کلاب از کاستکو بیشتر است در مجموع همواره فروش شرکت کاستکو بیشتر از این دو شرکت بوده‌است. در سال ۲۰۱۳ کاستکو حدود ۱۷۴٫۰۰۰ کارمند تمام و نیمه وقت داشت که شامل کارمندان فصلی نیز می‌شود. تا سپتامبر ۲۰۰۹ این شرکت ۵۵ میلیون عضو داشته‌است.
کاستکو اولین شرکتی است که در کمتر از شش سال توانست فروش خود را از ۰ به ۳ میلیارد دلار افزایش دهد. در پایان سال مالی منتهی به ۳۱ اوت ۲۰۰۹ فروش این شرکت معادل ۷۱٫۴۱ میلیارد دلار و سود خالص ۱٫۰۹ میلیارد دلار برآورد گردید. کاستکو در فهرست فرچون ۵۰۰ در سال ۲۰۱۰ در رتبهٔ ۲۵ از بزرگترین شرکت‌های ایالات متحده آمریکا، قرار داشت. ای سی آی اس (شاخص رضایت مشتریان آمریکایی) از کاستکو به عنوان خرده‌فروشی شماره یک با امتیاز ۸۳ Q۴ سال ۲۰۰۸ نام برد. کاستکو در ایالات متحده تنها هفت روز تعطیل است، که این روزها عبارتند از: روز سال نوی میلادی، عید پاک، روز یادبود، روز استقلال، روز کارگر، روز شکرگزاری و کریسمس.

## شعبه‌ها

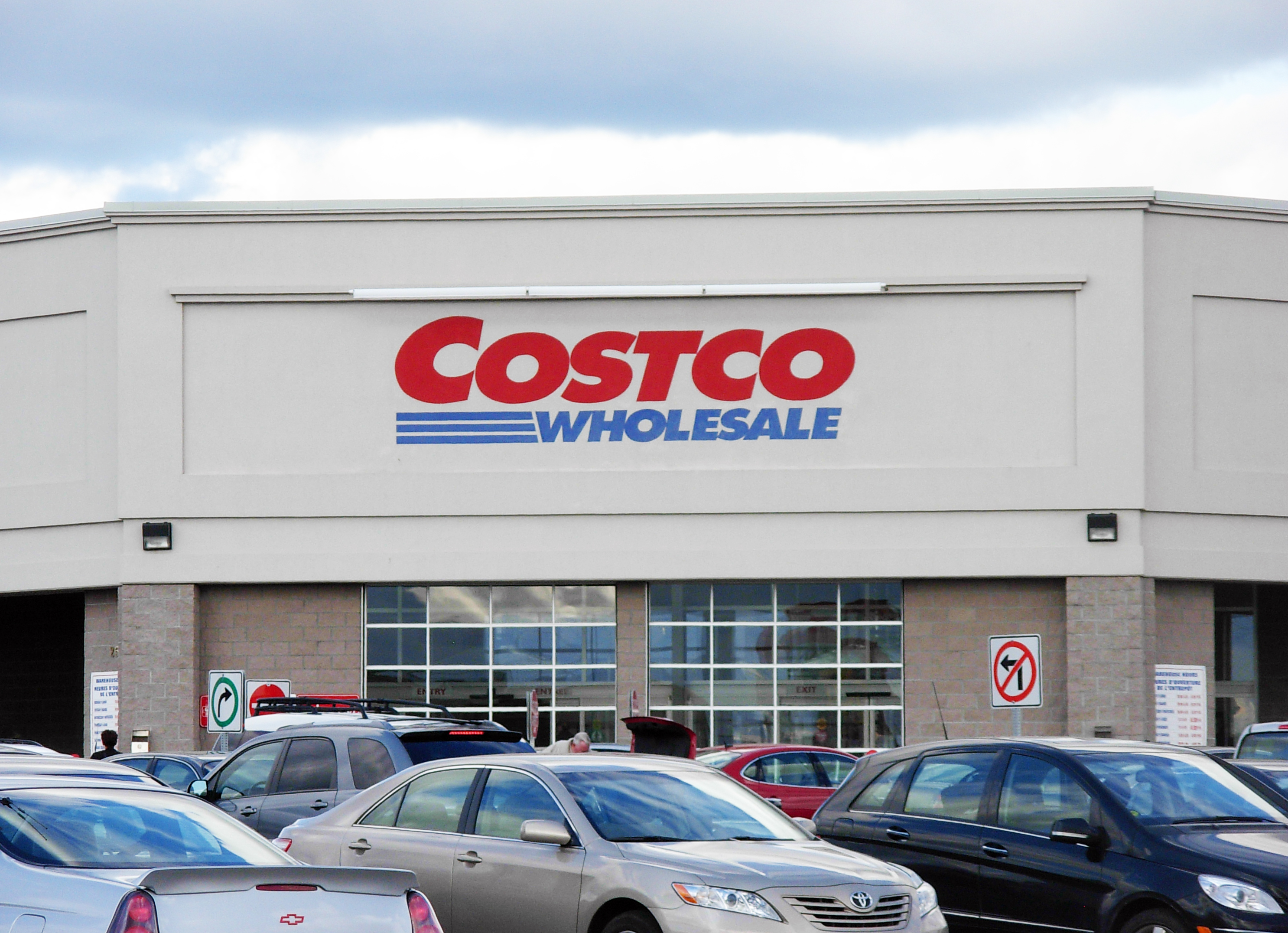
یکی از شعب کاستکو در مونکتون نیوبرانزویک

شعبهٔ اصلی و مرکزی از فروشگاه‌های کاستکو، در شهر ایساکو، واشینگتن قرار دارد. این شرکت که در سال ۱۹۸۳ در شهر کرکلند، واشینگتن تأسیس شده‌است، اولین انبار کالای خود را در نزدیکی شهر سیاتل، واشینگتن راه‌اندازی نمود. امروزه شرکت کاستکو دارای فروشگاه‌های عمده‌فروشی، سوپرمارکت و هایپرمارکت در کشورهای بریتانیا، ژاپن، استرالیا، کانادا، مکزیک، تایوان، کره جنوبی,چین، ایالات متحده آمریکا و سوئد می‌باشد.

## شیوهٔ فروش
شیوهٔ فروش کاستکو تأکید بر فروش اجناس با قیمت کم و تعداد زیاد است. این اجناس عمدتاً برای خانواده‌های پرجمعیت، شرکت‌ها و مغازه‌ها به بازار عرضه می‌شوند.

## عضویت
خرید از کاستکو تنها برای افرادی که دارای حق عضویت هستند و میهمانان آنان آزاد است؛ به استثنای خرید مشروبات الکلی و بنزین در برخی از ایالت‌ها به دلیل قوانین این ایالت‌ها و داروهای با نسخهٔ پزشک به دلیل قوانین فدرال. حق عضویت باید از قبل برای یک سال خریداری شود. خرید انواع کالاها به صورت اینترنتی، از کاستکو، نیازی به کارت عضویت ندارد، اما برای اجناس خریداری شده به صورت آنلاین ۵٪ اضافه بها برای افراد غیر عضو، در نظر گرفته شده‌است.